# Holly Earl
Holly Earl (Ealing, 31 agosto 1992) è un'attrice britannica.

## Filmografia parziale

### Cinema
- Possession - Una storia romantica (Possession), regia di Neil LaBute (2002)
- Secret Passage, regia di Ademir Kenović (2004)
- Dracula: The Dark Prince, regia di Pearry Reginald Teo (2013)
- Queen of the Desert, regia di Werner Herzog (2015)
- Once Upon a Time in London, regia di Simon Rumley (2019)

### Televisione
- Touching Evil - serie TV, 7 episodi (1997-1998)
- Casualty - serie TV, 14 episodi (2010-2011)
- Beowulf: Return to the Shieldlands - serie TV, 8 episodi (2016)
- Cuckoo - serie TV, 9 episodi (2012-2016)
- Humans - serie TV, 6 episodi (2018)

### Doppiaggio
- Loving Vincent, regia di Dorota Kobiela e Hugh Welchman (2017)
- Kaya in Stellar Blade [1]

## Doppiatrici italiane
Nelle versioni in italiano delle opere in cui ha recitato, Holly Earl è stata doppiata da:
- Chiara Francese in Queen of the Desert
- Giulia Catania in Humans

Da doppiatrice è stata sostituita da:
- Alessandra Sani in Stellar Blade